# Vetési bagolylepke
A vetési bagolylepke (Agrotis segetum)  a rovarok (Insecta) osztályának a lepkék (Lepidoptera) rendjéhez, ezen belül a bagolylepkefélék (Noctuidae) családjához tartozó faj.

## Elterjedése
Európában elterjedt faj, a termesztett növények egyik kártevője, mindenhol előfordulhat erdőkben, fenyérekben, füves pusztákon, kertekben vagy mezőkön, kivéve Észak-Skandináviát, Észak-Oroszországot és a Kaukázust. Ázsiától Dél-Afrikáig elterjedt.

## Megjelenése
- lepke: szárnyfesztávolsága:  30–46 mm, első szárnyainak színe nagyon változó, a szürkétől szinte feketéig változhat, a mintázat is rendkívül változatos lehet. A többi hasonló fajtól a hímek duplataréjú antennái különböztetik meg. A hátsó szárnyak fényesek és enyhén áttetszőek. A hímek hátsó szárnya fehéres, a nőstényeké barnás.
- pete: zöldes vagy sárgás színű, és enyhén bordázott
- hernyó: kissé vöröses, hasonlít a Felkiáltójeles földibagolyéhoz. Népiesen mocskospajornak is nevezik. Archiválva 2011. november 11-i dátummal a Wayback Machine-ben

## Életmódja
- nemzedék: kétnemzedékes lepke, az első nemzedéke  májustól júliusig rajzik, a második augusztus és november között.
- hernyók tápnövényei:  termesztett növények, a gabonafélék, burgonya, sárgarépa és a saláta gyökerei.

## Fordítás
- Ez a szócikk részben vagy egészben  a   Saateule című német Wikipédia-szócikk fordításán alapul.  Az eredeti cikk szerkesztőit annak laptörténete sorolja fel. Ez a jelzés csupán a megfogalmazás eredetét és a szerzői jogokat jelzi, nem szolgál a cikkben szereplő információk forrásmegjelöléseként.